# Oändlig symmetrisk produkt
Inom algebraisk topologi är den oändliga symmetriska produkten SP(X) av ett topologiskt rum X med given baspunkt e kvoten av disjunkta unionen av alla potenser X, X2, X3, ... som fås genom att identifiera punkter (x1,...,xn) med (x1,...,xn,e) och identifiera varje punkt med en annan punkt som fås genom att permutera dess koordinater. I andra ord är den underliggande mängden den fria kommutativa monoiden genererad av X (med enhet e), och dess abelisering är James reducerade produkt.
Oändliga symmetriska produkten förekommer i Dold–Thoms sats.